# Tweety
Tweety, canarul este un personaj de desene animate creat de Warner Bros. ce face parte din seria de desene animate Looney Tunes și Merrie Melodies. Acesta a debutat în 1942 în A Tale of Two Kitties regizat de Bob Clampett.

## Personaj
Chiar dacă Pasărea Tweety este un canar drăguț, cu o înfățișare inocentă, ochii săi mari și penele galbene ascund inima unui supraviețuitor șiret. Trăind fericit în cușca sa, Tweety se ține la distanță de ghearele de vânător ale lui Sylvester (cu care s-a împerecheat pentru prima dată în Tweety Pie), reușind întotdeauna să-l bage pe acesta la apă, ori de câte ori îi dă târcoale.
Acesta este foarte știut pentru sintagma sa: Cred că am văzut o pisică. (engleză I tawt I taw a putty tat) și Am văzut! Am văzut o pisică! (engleză I did! I did taw a putty tat!)

## Filmografia lui Tweety

### Regizate de Bob Clampett
- A Tale of Two Kitties (1942)-MM
- Birdy and the Beast (1944)-MM
- A Gruesome Twosome (1945)-MM

### Regizate de Friz Freleng
- Tweetie Pie (1947)                     -MM
- I Taw a Putty Tat (1948)                    -MM
- Bad Ol' Putty Tat (1949)              -MM
- Home Tweet Home (1950)                -MM
- All a Bir-r-r-rd (1950)               -LT
- Canary Row    (1950)                  -MM
- Putty Tat Trouble  (1951)                -LT
- Room and Bird      (1951)                 -MM
- Tweety's S.O.S.    (1951)                 -MM
- Tweet Tweet Tweety (1951)               -LT
- Gift Wrapped (1952)-LT
- Ain't She Tweet    (1952)                -LT
- A Bird In A Guilty Cage (1952)-LT
- Snow Business      (1953)-LT
- Fowl Weather (1953)-MM
- Tom Tom Tomcat (1953)-MM
- A Street Cat Named Sylvester (1953)-LT
- Catty Cornered (1953)-MM
- Dog Pounded (1954)-LT
- Muzzle Tough (1954)-MM
- Satan's Waitin' (1954)-LT
- Sandy Claws (1955)-LT
- Tweety's Circus (1955)-MM
- Red Riding Hoodwinked (1955)-LT
- Heir-Conditioned (1955)-cameo-LT
- Tweet and Sour (1956)-LT
- Tree Cornered Tweety (1956)-MM
- Tugboat Granny (1956)-MM
- Tweet Zoo (1957)-MM
- Tweety and the Beanstalk (1957)-MM
- Birds Anonymous (1957)-MM
- Greedy For Tweety (1957)-LT
- A Pizza Tweety Pie (1958)-LT
- A Bird in a Bonnet (1958)-MM
- Trick or Tweet (1959)-MM
- Tweet and Lovely (1959)-MM
- Tweet Dreams (1959)-LT
- Hyde and Go Tweet (1960)-MM
- Trip For Tat (1960)-MM
- The Rebel Without Claws (1961)-LT
- The Last Hungry Cat (1961)-MM
- The Jet Cage (1962)-LT

### Regizate de Gerry Chiniquy
- Hawaiian Aye Aye (1964)-MM

### Regizate de Chuck Jones
- No Barking (1954) - cameo-MM
- (MM-Merrie Melodies)
- (LT-Looney Tunes)

### Alte apariții
- Tiny Toons (1990), voiced by Jeff Bergman
- Carrotblanca (1995), voiced by Bob Bergen
- Misterele lui Sylvester și Tweety (1995), voiced by Joe Alaskey
- Space Jam (1996), voiced by Bob Bergen
- Tweety's High-Flying Adventure (2000)
- Baby Looney Tunes (2002), voiced by Samuel Vincent
- Looney Tunes: Back in Action (2003), voiced by Eric Goldberg
- Museum Scream (2004), voiced by Billy West
- Bah, Humduck! A Looney Tunes Christmas (2006), voiced by Bob Bergen
- The Looney Tunes Show (2011), voiced by Jeff Bergman